# Garan Evans
Pour les articles homonymes, voir Evans.
Pas d'image ? Cliquez ici

a Compétitions nationales et continentales officielles uniquement.

b Matchs officiels uniquement.
Dernière mise à jour le 5 novembre 2024.
Garan Evans, né le 16 février 1973 à Trimsaran (pays de Galles), est un joueur international gallois de rugby à XV, évoluant au poste d'arrière.

## Carrière

### En club
Garan Evans prend sa retraite de joueur en 2008, après avoir représenté le Llanelli RFC, puis les Llanelli Scarlets.

### En équipe nationale
Il a disputé son premier test match le 27 juin 1998, contre l'équipe d'Afrique du Sud.

## Palmarès
- En équipe nationale : 4 sélections 
  - Sélections par année : 1 en 1998, 3 en 2003
  - Tournois des cinq/six nations disputés : aucun
  - Coupe du monde de rugby disputée : 2003 (1 match)